# Tučapy (Zlín)
Tučapy é uma comuna checa localizada na região de Zlín, distrito de Uherské Hradiště.